# Rolex Submariner

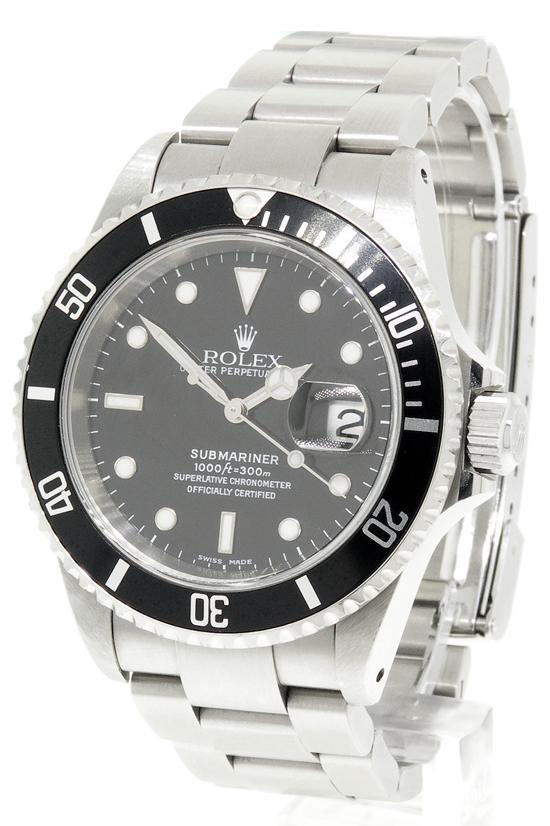
Rolex-Submariner Date

Il Rolex Submariner fa parte di una linea di orologi prodotta dalla Rolex nata negli anni cinquanta, da un'evoluzione del modello Turn-O-Graph.

## Storia

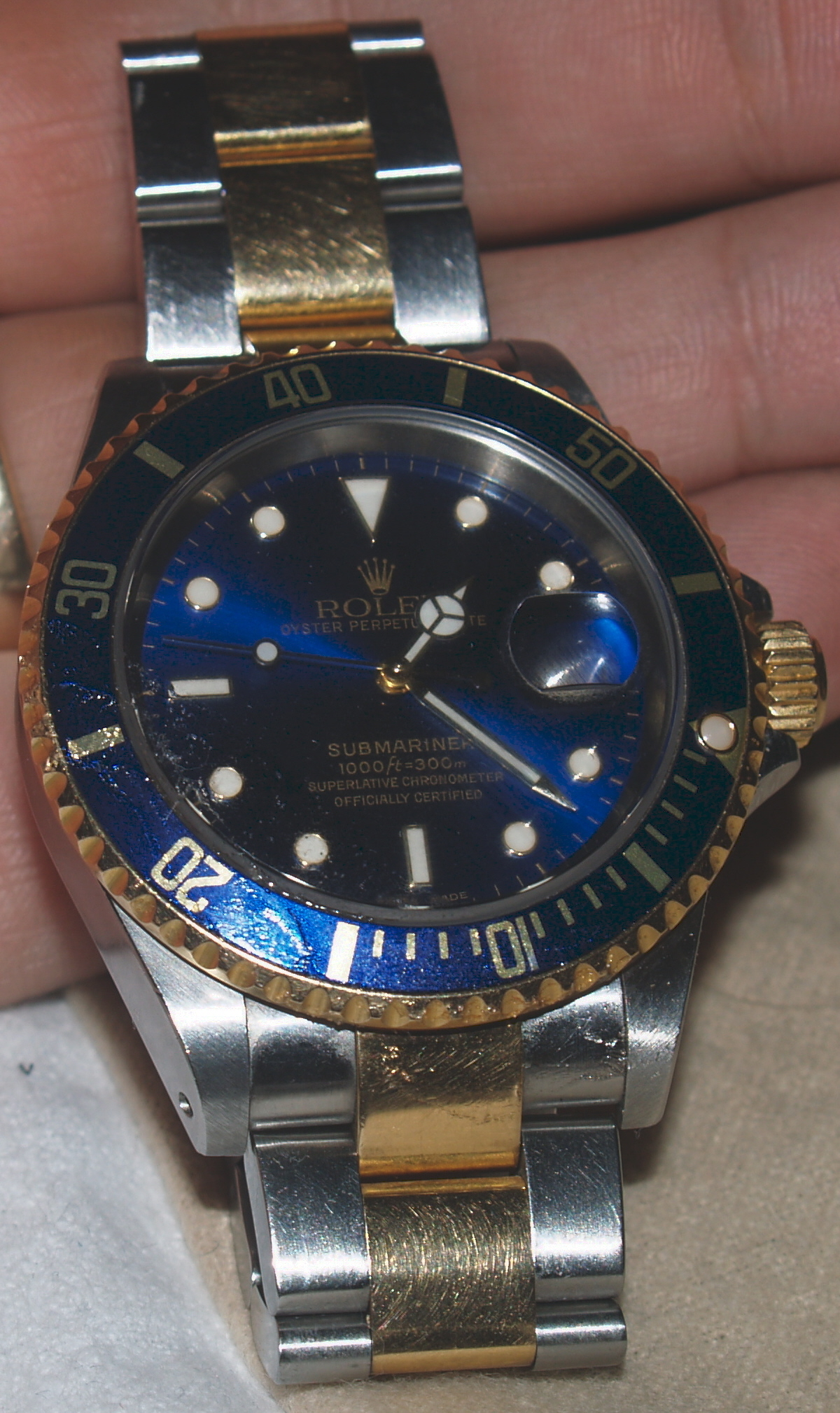
Un Submariner 16613 con bracciale in Rolesor (oro a 18K ed acciaio inox)

Il primo Submariner è stato introdotto al pubblico nel 1954 presso lo Swiss Watch Fair.

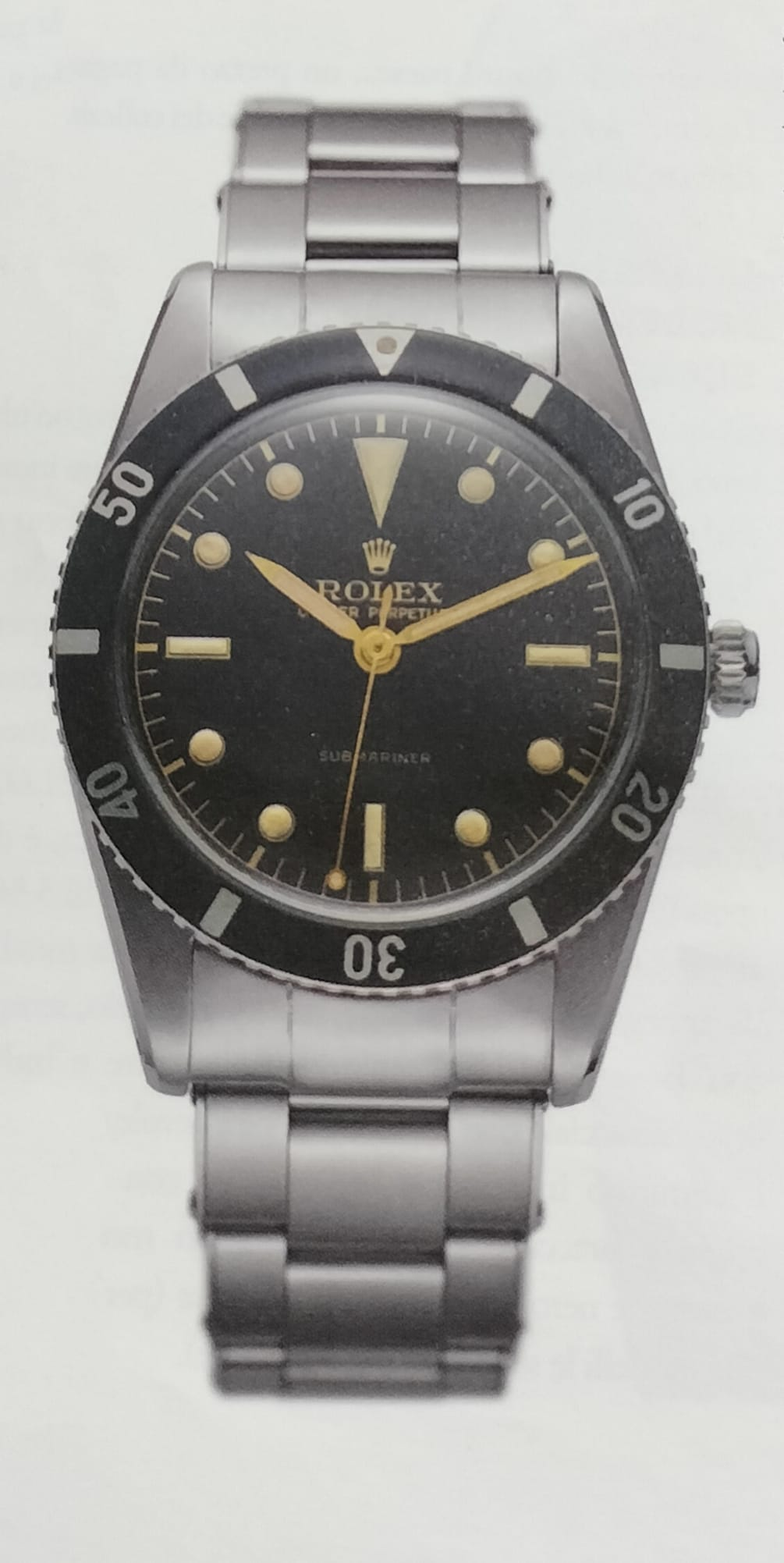
Il primo Rolex Submariner del 1953

Nelle spedizioni antartiche il submariner ha resistito sino a 45 gradi sotto zero.
Uno speciale modello fuori commercio, inoltre, nel 1960 scese col batiscafo Trieste sino ai diecimila metri di profondità della “Fossa
delle Marianne” e ne riemerse in perfetto stato.
I primi modelli referenza 6204 anno produzione 1953/1956, avevano la cassa di dimensioni ridotte (37 mm) rispetto alle attuali e non presentano le "spallette" di protezione della corona, la lunetta era bidirezionale, le sfere scheletrate ore e minuti, secondi in centro con evidenza circolare. Sono oggi i più ricercati dai collezionisti che sono disposti a spendere anche cifre considerevoli per i cosiddetti "James Bond" così chiamati in quanto indossati dal famoso agente segreto nei suoi film. È conosciuto per essere uno degli oggetti di maggior lusso al mondo.

## Modelli attualmente in commercio
È impermeabile fino a una profondità massima di 300 metri ed è dotato del sistema triplock; la nuova corona triplock, introdotta nel '72 circa, è dotata di tre guarnizioni O-ring in gomma per garantire una migliore tenuta stagna. Il rotore perpetual è in grado di ricaricare l'orologio ad ogni piccolo movimento dei polsi ed ha una autonomia che consente di funzionare in assenza di movimento per circa 2 giorni (47 ore).
| Referenza | Nome modello       | Metallo |
| --------- | ------------------ | ------- |
| 124060    | Submariner No Date | Acciaio |
| 126610LN  | Submariner Date    | Acciaio |

Il submariner usa acciaio 904L che dovrebbe garantire una durezza di 600 vickers, mentre il vetro 2500 vickers.
- Calibro 3230 per il Submariner No Date[10] e Calibro 3235 Per i modelli Submariner con funzione Data
- Rate[11]: 28.800 alternanze orarie
- Jewels (rubini)[12]: 31
- Riserva di carica: circa 47 ore
- Diametro effettivo: 41mm (escludendo la corona)
- Diametro totale: 48.6mm (inclusa corona e sporgenze)
- Spessore: 13mm
- Larghezza delle anse: 20mm
- Peso: 135 grammi in tutto compreso il bracciale.
- Resistente fino ad una profondità di 300 m/1000 ft

È dotato di chiusura fliplock: chiusura di sicurezza che permette di indossare rapidamente l'orologio al di sopra di una muta subacquea, per la possibilità di allungare rapidamente il bracciale tramite una maglia sganciabile all'interno della chiusura. Nell'estate 2007 la referenza senza data 14060M ha ottenuto il certificato COSC, e sempre nel 2007 in particolare a partire dal seriale "Z" non è più presente l'ologramma sul fondello. A marzo 2010 è stato presentato il nuovo modello in acciaio in due versioni: ghiera e quadrante nero referenza 116610LN e ghiera e quadrante verde referenza 116610LV. Le modifiche estetiche sono importanti, differente cassa e lunetta, quest'ultima in materiale ceramico inscalfibile come quella del nuovo GMT. Montano il movimento calibro 3135. A Baselworld 2012 è stato presentato infine il nuovo Submariner 114060 con ghiera ceramica (senza data) che sostituisce la referenza 14060M di cui monta il medesimo calibro (3130). È disponibile nei concessionari da giugno 2012 con un prezzo di listino di 6150 euro.

## Lista di tutti i modelli Submariner
Lista di modelli Submariner non più in produzione e quelli attualmente in commercio.
| Referenza modello | Produzione | Note |
| ----------------- | ---------- | --- |
| 6204              | 1953-1954  | primo Submariner presentato al pubblico. Ha lancette a matita e impermeabilità a 100 metri.                                                                                               |
| 6205              | 1954-1955  | sostituisce la ref. 6204, introduce corona di carica più grossa e leggere modifiche al fondello                                                                                           |
| 6200              | 1954-1955  | primo Submariner a garantire impermeabilità a 200 metri. Primo modello a introdurre le lancette Mercedes.                                                                                 |
| 6536              | 1955-1959  | introduce il calibro Rolex 1030 al posto dell'A.296. Monta corona di carica Twinlock. |
| 6538              | 1957-1961  | introduce il calibro Rolex 1030 al posto dell'A.296. Realizzato anche in rara versione con quadrante Explorer con numeri arabi 3, 6 e 9. Monta corona di carica di dimensioni maggiorate. |
| 5508              | 1958-1965  | ultimo Submariner impermeabile a 100 metri. |
| 5510              | 1958-1959  | introduce il calibro Rolex 1530 al posto del 1030 |
| 5512              | 1959-1978  | primo Submariner ad aver introdotto le spallette proteggi corona |
| 5513              | 1962-1990  | introduce il movimento Rolex 1520 senza la certificazione COSC. Versione più economica della ref. 5512. Alcuni modelli militari di questa referenza sono chiamati "MilSub".               |
| 1680              | 1967-1979  | primo Submariner dotato di datario. Monta calibro Rolex 1575. Primi esemplari dotati della scritta Submariner in rosso.                                                                   |
| 1680/8            | 1969-1978  | primo Submariner in oro, disponibile in quadrante nero o blu. Ghiera nera o blu. Alcuni quadranti hanno virato e hanno assunto il soprannome "Tropical".                                  |
| 5514              | 1972-78    | dotato di valvola per l'elio. Referenza riservata a COMEX. |
| 5513/17           | 1974-1975  | modello militare con anse fisse e lancette gladio. Quadrante con T ad indicazione della presenza del trizio. Chiamato anche "MilSub".                                                     |
| 5517              | 1976-1977  | modello militare con anse fisse e lancette gladio. Quadrante con T ad indicazione della presenza del trizio. Chiamato anche "MilSub".                                                     |
| 16800             | 1979-1988  | sostituisce la ref. 1680, introduce il vetro zaffiro e il calibro Rolex 3035. Primo Submariner a garantire impermeabilità a 300 metri e primo ad avere ghiera unidirezionale.             |
| 16803             | 1979-1988  | primo Submariner acciaio e oro. Ghiera nera o blu, quadrante nero, blu o sultan argenté.                                                                                                  |
| 16808             | 1979-1988  | sostituisce la ref. 1680/8 in oro. Ghiera nera o blu, quadrante nero, blu o sultan dorato.                                                                                                |
| 168000            | 1988-1989  | prodotta per pochi mesi, introduce l'acciaio 904L al posto del vecchio 316L. |
| 16610             | 1988-2010  | calibro Rolex 3135. |
| 16613             | 1988-2010  | acciaio e oro, calibro Rolex 3135. Quadrante nero, blu o sultan argenté. Ghiera nera o blu.                                                                                               |
| 16618             | 1988-2010  | oro, calibro Rolex 3135. Quadrante nero, blu o sultan dorato. Ghiera nera o blu. |
| 14060             | 1988-2001  | no data. Calibro Rolex 3000 non certificato COSC che sostituisce il Rolex 1520. |
| 14060M            | 2001-2012  | no data. Rispetto alla ref. 14060 calibro modificato (M sta per modified) Rolex 3130 con certificazione COSC                                                                              |
| 16610LV           | 2003-2010  | quadrante nero e ghiera alluminio verde (c.d. "Kermit" o "Fat Four", a seconda del font del numero 4 sulla ghiera). Realizzato per i 50 anni dalla nascita del primo Submariner.          |
| 116610LV          | 2010-2020  | Quadrante e ghiera ceramica verdi (c.d. "Hulk"). |
| 116610LN          | 2010-2020  | con data, ghiera ceramica nera. |
| 116618LN          | 2010-2020  | oro giallo, ghiera nera, quadrante nero. |
| 116618LB          | 2010-2020  | oro giallo, ghiera blu, quadrante blu. |
| 116619LB          |            | oro bianco, ghiera azzurra e quadrante azzurro (c.d. "Smurf"). |
| 114060            | 2012-2020  | senza data, ghiera ceramica nera, con calibro Rolex 3130. |
| 124060            | 2020-      | senza data, ghiera ceramica nera, con calibro Rolex 3230. |
| 126613LN          | 2020-      | acciaio e oro, ghiera nera, quadrante nero. |
| 126613LB          | 2020-      | acciaio e oro, ghiera blu, quadrante blu. |
| 126618LN          | 2020-      | oro giallo, ghiera nera, quadrante nero. |
| 126618LB          | 2020-      | oro giallo, ghiera blu, quadrante blu. |
| 126619LB          | 2020-      | oro bianco, ghiera blu, quadrante nero. |
| 126610LV          | 2020-      | quadrante nero, ghiera verde (c.d. "Starbucks" o "Cernit"). Calibro Rolex 3235. |

## Soprannomi di alcuni modelli Submariner
- Submariner "Kermit" (ref. 16610LV, ghiera verde e quadrante nero)
- Submariner "Hulk" (ref. 116610LV, ghiera verde e quadrante verde)
- Submariner "Starbucks" (ref. 126610LV, ghiera verde e quadrante nero), fino al 2023
- Submariner "Lime" (ref. 126610LV, ghiera verde e quadrante nero), dal 2023
- Submariner "Smurf" (ref. 116619LB, oro bianco, ghiera azzurra e quadrante azzurro)
- "Milsub" (Submariner ref. 5513, modificato appositamente per il Ministro della difesa britannico)